# Gregor Mohar
Gregor Mohar, slovenski nogometaš, * 22. maj 1985.
Mohar je nekdanji profesionalni nogometaš, ki je igral na položaju branilca. V svoji karieri je igral za slovenske klube Domžale, Šenčur, Livar, Zagorje in Radomlje ter bosansko-hercegovski Sarajevo in islandski Keflavík. Skupno je v prvi slovenski ligi odigral 17 tekem. V letih 2018 in 2019 je bil glavni trener v ŽNK Radomlje.